# Gérard Brunel
Gérard Brunel (né le 17 août 1957 à Paris) est un athlète français, spécialiste du 400 m haies.

## Biographie
Il est originaire de Suresnes (Hauts-de-Seine).
Il remporte deux titres de champion de France du 400 m haies, en 1983 et 1984.
Il participe aux Jeux olympiques de 1984, à Los Angeles, et s'incline dès les séries.

### Palmarès
- Championnats de France d'athlétisme :
  - vainqueur du 400 m haies en 1983 et 1984.

### Records
| Épreuve     | Performance | Lieu | Date |
| ----------- | ----------- | ---- | ---- |
| 110 m haies | 13 s 98     |      | 1975 |